# 레드 윙스 항공의 운항 노선
2017년 6월 기준, 레드 윙스 항공의 운항노선은 다음과 같다.

## 운항 노선

### 아시아

#### 중앙아시아
- 아르메니아
  - 예레반 - 츠바르트노츠 국제공항

### 아프리카

#### 북유럽
- 이집트
  - 샤름엘셰이크 - 샤름엘셰이크 국제공항 전세편
  - 후르가다 - 후르가다 국제공항 전세편

### 유럽

#### 남유럽
- 그리스
  - 이라클리오 - 이라클리오 국제공항 전세편
- 몬테네그로
  - 포드고리차 - 포드고리차 국제공항 전세편
  - 티바트 - 티바트 공항 전세편
- 스페인
  - 바르셀로나 - 바르셀로나 엘프라트 국제공항 전세편
  - 팔마데마요르카 - 팔마데마요르카 공항 전세편
- 튀르키예
  - 안탈리아 - 안탈리아 공항 전세편

#### 동유럽
- 러시아
  - 모스크바 - 도모데도보 국제공항 허브
  - 소치 - 소치 국제공항
  - 심페로폴 - 심페로폴 국제공항
  - 우파 - 우파 국제공항
  - 예카테린부르크 - 콜초보 국제공항
  - 크라스노다르 - 크라스노다르 국제공항
  - 마하치칼라 - 마하치칼라 공항
- 불가리아
  - 바르나 - 바르나 공항 전세편
  - 부르가스 - 부르가스 공항 전세편

## 단항 노선

### 아프리카

#### 북아프리카
- 모로코
  - 아가디르 - 아가디르 알마시라 공항 전세편

### 유럽

#### 남유럽
- 그리스
  - 테살로니키 - 테살로니키 국제공항
- 튀르키예
  - 이스탄불 - 아타튀르크 국제공항 전세편
  - 이즈미르 - 아드난 멘데레스 공항 전세편

#### 동유럽
- 러시아
  - 모스크바 - 브누코보 국제공항
  - 노보시비르스크 - 톨마쵸보 국제공항
  - 크라스노야르스크 - 예밀야노보 국제공항
  - 옴스크 - 옴스크 첸트랄니 공항
  - 첼랴빈스크 - 첼랴빈스크 공항
  - 칼리닌그라드 - 크라브로와 공항
- 체코
  - 프라하 - 프라하 바츨라프 하벨 국제공항 전세편
  - 파르두비체 - 파르두비체 공항 전세편